# Wierzbno (Mazovië)
Wierzbno is een dorp in het Poolse woiwodschap Mazovië, in het district Węgrowski. De plaats maakt deel uit van de gemeente Wierzbno.